# ليندا غروفر
ليندا غروفر (بالإنجليزية: Linda Grover)‏ هي ناشِطة أمريكية، ولدت في 28 يناير 1934، وتوفيت في 20 فبراير 2010 بسبب سرطان المبيض.